# Alexandr Spiridonowitsch Kanaki
Alexandr Spiridonowitsch Kanaki (russisch Александр Спиридонович Канаки; * 29. März 1912; † 1995) war ein sowjetischer Hammerwerfer.
Bei den Leichtathletik-Europameisterschaften 1950 in Brüssel wurde er Sechster.
Von 1948 bis 1950 wurde er dreimal in Folge Sowjetischer Meister, 1949 mit dem nationalen Rekord von 58,59 m.